# Burkhardtsdorf
Burkhardtsdorf település Németországban, azon belül Szászország tartományban. Lakosainak száma 6029 fő (2023. december 31.).

## Népesség
A település népességének változása:
| Lakosok száma | 6216 | 6149 | 6064 | 6035 | 6029 |
|               | 2017 | 2019 | 2021 | 2022 | 2023 |